# Enllaç C-Re
Els compostos d'organoreni (o compostos orgànics del reni) són compostos químics que contenen un enllaç químic entre carboni (C) i reni (Re) (enllaç C-Re).
La química de l'organoreni és la ciència corresponent que explora les propietats, l'estructura i la reactivitat d'aquests compostos. Com que el reni és un element rar, existeixen relativament poques aplicacions, però l'àrea ha estat una font rica de conceptes i uns existeixen quants catalitzadors útils.

## Característiques generals
El reni té en deu estats d'oxidació coneguts de -3 a +7 excepte -2, i tots menys Re(-3) estan representats per compostos d'organoreni. La majoria es preparen a partir de sals de perrenat i òxids binaris relacionats. Els halogenurs, per exemple, ReCl₅ també són precursors útils com ho són certs oxiclorurs.
Una característica destacable de la química dels organoreni és la coexistència d'òxids i lligands orgànics en la mateixa esfera de coordinació.

## Compostos carbonílics
El decacarbinil de dirreni Re₂(CO)10 és un punt d'entrada comú a altres carbonils de reni. Els patrons generals són similars als carbonils de manganès relacionats. És possible reduir aquest dímer amb amalgama de sodi amb Na[Re(CO)₅] amb reni en l'estat d'oxidació formal -1. La bromació del decacarbonil de dirreni dona bromopentacarbonilreni(I), després es redueix amb zinc i àcid acètic a pentacarbonilhidridoreni:
Re₂(CO)10 + Br₂ → 2 Re(CO)₅Br
Re(CO)₅Br + Zn + HOAc → Re(CO)₅H + ZnBr(OAc)
El bromopentacarbonilreni(I) es descarbonila fàcilment. Amb aigua forma el catió triaquo:
Re(CO)₅Br + 3 H₂O → [Re(CO)₃(H₂O)₃]Br + 2 CO
Amb el bromur de tetraetilamoni, Re(CO)₅Br reacciona per donar el tribromur aniònic:
Re(CO)₅Br + 2 NEt₄Br → [NEt₄]₂[Re(CO)₃Br₃] + 2 CO

## Complexos de ciclopentadienil
Un dels primers complexos d'hidrur de metall de transició que es va informar va ser (C₅H₅)₂ReH. S'han preparat una varietat de compostos mig-sàndvitx (C₅H₅)Re(CO)₃ i (C₅Me₅)Re(CO)₃. Els derivats notables inclouen els òxids amb precisió d'electrons (C₅Me₅)ReO₃ i (C₅H₅)₂Re₂(CO)₄.

## Compostos alquils i arils
El reni forma una varietat de derivats alquils i arils, sovint amb colligands donants pi, com els grups oxo.
Ben conegut és el triòxid de metilrreni (MTO), CH₃ReO₃ un sòlid volàtil i incolor, un exemple rar d'un complex d'alquil metàl·lic estable d'alta oxidació. Aquest compost s'ha utilitzat com a catalitzador en alguns experiments de laboratori. Es pot preparar per moltes vies, un mètode típic és la reacció de Re₂O₇ i tetrametilestany:
Re₂O₇ + (CH₃)₄Sn → CH₃ReO₃ + (CH₃)₃SnOReO₃
Es coneixen derivats d'alquil i aril anàlegs. Tot i que PhReO₃ és inestable i es descompon a -30 °C, els derivats corresponents de mesitil i 2,6-xilil impedits estèricament (MesReO₃ and 2,6-(CH₃)₂C₆H₃ReO₃) són estables a temperatura ambient. El triòxid de 4-trifluorometilfenilreni pobre en electrons (4-CF₃C₆H₄ReO₃) també és relativament estable.
El MTO i altres triòxids d'organilreni catalitzen reaccions d'oxidació amb peròxid d'hidrogen i metàtesi d'olefines en presència d'un activador d'àcid de Lewis. Els alquins terminals produeixen l'àcid o èster corresponent, els alquins interns produeixen dicetones i els alquens donen epòxids. El MTO també catalitza la conversió d'aldehids i diazoalcans en un alquè.

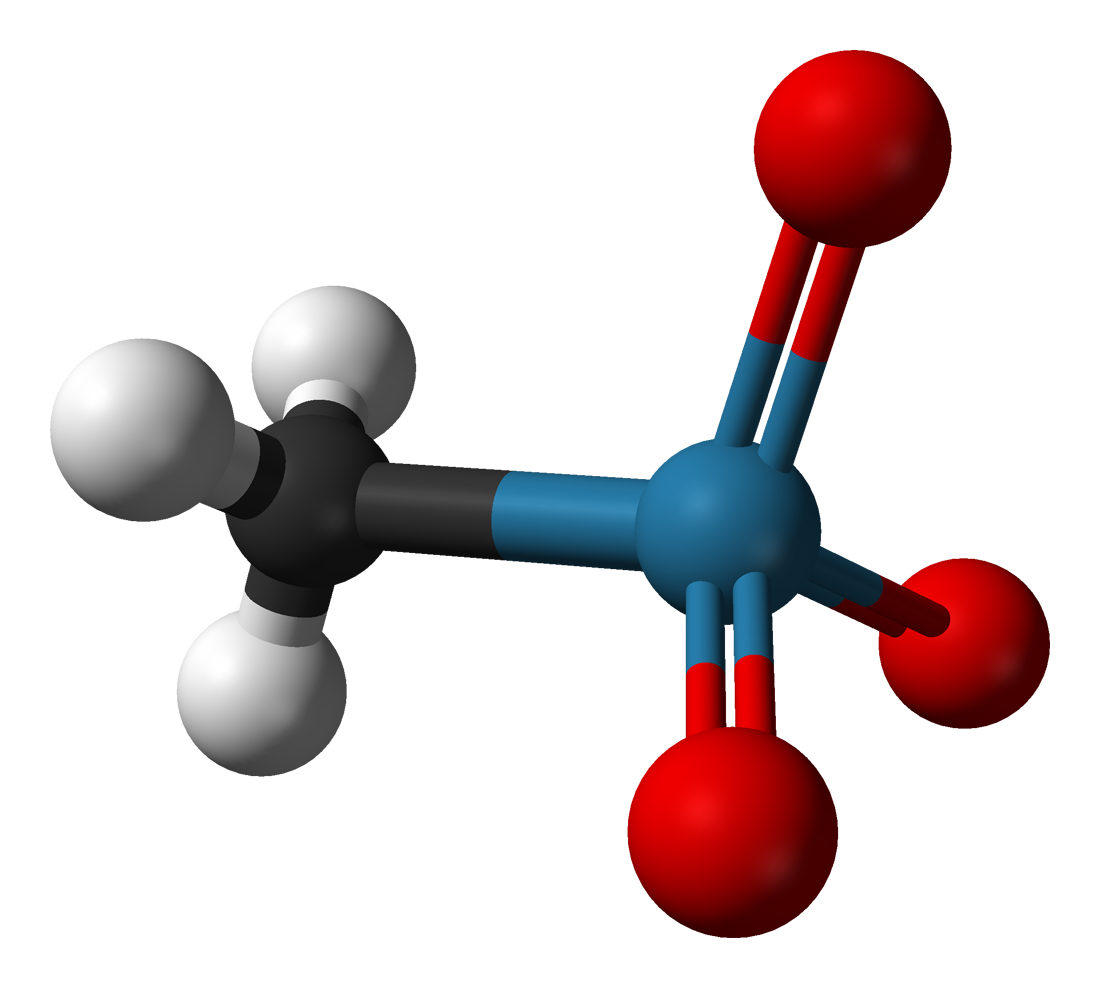
Estructura del triòxid de metilreni

El reni també és capaç de fer complexos amb lligands de ful·lerè com ara Re₂(PMe₃)₄H₈(η2:η2C60).